# شهرستان وکیل‌بازار
شهرستان وکیل‌بازار (به ترکمنی: Wekilbazar etraby، وکیل‌بازار اطرابیٛ) یک شهرستان در ترکمنستان است که در استان مرو واقع شده‌است.

## تقسیمات اداری
شهرستان وکیل‌بازار شامل یک شهرک، و چهارده شورای روستایی می‌باشد.
- شهرک‌ها (şäherçeler / شأهرچه‌لر)
  - ملانفس (Mollanepes adyndaky، موْلّانپس آدیٛنداقیٛ)
    - شامل اوچ‌تپه (Üçdepe / اوٚچ‌دپه)

  - وکیل‌بازار (Wekilbazar / وکیل‌بازار)

- شوراهای روستایی (oba geňeşlikleri / اوْبا گنگشلیکلری)
  - آق‌قنغور (Akgoňur / آق‌قوْنگوُر)
    - آق‌قنغور (Akgoňur / آق‌قوْنگوُر)
    - قنغور (Goňur / قوْنگوُر)
    - نارلی‌اوبه (Narlyoba / نارلیٛ‌اوْبا)
    - یاغتی‌لیق (Ýagtylyk / یاغتیٛ‌لیٛق)

  - اگری‌گذر (Egrigüzer / اگری‌گوٚذر)
    - اگری‌گذر (Egrigüzer / اگری‌گوٚذر)
    - بند (Bent / بنت)

  - الله‌دوردی قاندیموف (Alladurdy Gandymow adyndaky / الله‌دوُردیٛ قاندیٛموف آدیٛنداقیٛ)
    - وطن (Watan / واطان)

  - تازه‌دورموش (Täzedurmuş / تأزه‌دوٚرموٚش)
    - تازه‌دورموش (Täzedurmuş / تأزه‌دوٚرموٚش)
    - دولت‌لی (Döwletli / دؤولت‌لی)

  - جمعه‌دوردی آتاجانوف (Jumadurdy Atajanow adyndaky / جوُمعا آتاجانوف آدیٛنداقیٛ)
    - ایشچی (Işçi / ایشچی)
    - جمعه‌دوردی آتاجانوف (Jumadurdy Atajanow adyndaky / جوُمعا آتاجانوف آدیٛنداقیٛ)
    - چبیش‌گن (Çebişgen / چبیش‌گن)
    - حاشیردیق (Haşyrdyk / حاشیٛردیٛق)
    - قراجه‌کوه (Garajaköw / قاراجاکؤو)

  - چارلاق‌یاپ (Çarlakýap / چارلاق‌یاپ)
    - آیغیت (Aýgyt / آیغیٛت)
    - چارلاق‌یاپ (Çarlakýap / چارلاق‌یاپ)
    - دینگلی (Diňli / دینگلی)

  - خلیل (Halyl / حالیٛل)
    - خلیل (Halyl / حالیٛل)

  - ریسغال‌لی (Rysgally  / ریٛسغال‌لیٛ)
    - ترکمنستان (توٚرکمنیستان)
    - گورش (Göreş / گؤرش)

  - قنغور (Goňur / قوْنگوُر)
    - قره‌قنغور (Garagoňur / قاراقوْنگوُر)
    - نورآنا (Nurana / نوُرآنا)

  - گوکجه (Gökje / گؤکجه)
    - آرزو (Arzuw / آرزوُو)
    - بخشی (Bagşy / باغشیٛ)
    - قره‌گوکجه (Garagökje / قاراگؤکجه)

  - ملانفس  (Mollanepes adyndaky، موْلّانپس آدیٛنداقیٛ)
    - قره (Gara / قارا)

  - ملک‌اماشه (Mülkamaşa / موٚلک‌آماشا)
    - کموشچی (Kümüşçi / کوٚموٚشچی)
    - مختوم‌قلی (Magtymguly adyndaky / ماغتیٛم‌قوْلی آدیٛنداقیٛ)

  - ملک‌بکری (Mülkbükri / موٚلک‌بوٚکری)
    - ملک‌بکری (Mülkbükri / موٚلک‌بوٚکری)

  - ملک‌یوسف (Mülkýusup / موٚلک‌یوُسوُپ)
    - فراغتلیق (Parahatlyk / پاراحاتلیٛق)
    - قاق‌لی‌تپه (Kaklydepe / قاق‌لیٛ‌دپه)
    - ملک‌یوسف (Mülkýusup / موٚلک‌یوُسوُپ)